# Alfred Jules Ayer

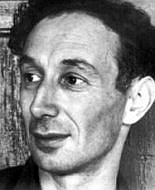
Alfred Jules Ayer

Sir Alfred Jules Ayer (* 29. Oktober 1910 in St. John’s Wood, London; † 27. Juni 1989 in London) war ein britischer Philosoph. Er trug wesentlich zur Popularisierung des Logischen Empirismus in englischsprachigen Ländern vor allem durch seine Hauptschriften Language, Truth and Logic (1936; Sprache, Wahrheit und Logik) und The Problem of Knowledge (1956; Das Problem der Erkenntnis) bei.

## Leben
Ayers Vater, Jules Ayer, stammte aus Neuchâtel und war in London für das Bankhaus Rothschild sowie als Privatsekretär für Alfred Rothschild tätig. Seine Mutter, Reine Citroën, eine Nichte André Citroëns, des Begründers des gleichnamigen Autoherstellers, stammte aus einer jüdischen Familie in Holland.
Alfred Jules Ayer besuchte das renommierte Eton College und studierte ab 1929 Philosophie und andere Fächer in Christ Church an der University of Oxford, wo er 1931 sein Examen ablegte. 1932 heiratete er Renee Lees und besuchte mit ihr während eines Freisemesters Wien, wo er Kontakt zum Wiener Kreis aufnahm. 1933 kehrte er an das Christ Church College in Oxford zurück, zunächst als Lecturer und ab 1935 als Research Fellow. Er hielt dort Vorlesungen über Wittgenstein und Carnap. Bis 1935 arbeitete er an seinem ersten Hauptwerk Language Truth and Logic, das 1936 erschien. Er verband darin die bis dahin in England weithin unbekannten Gedanken des kontinentalen Neoempirismus mit denen des herkömmlichen englischen Empirismus (David Hume und George Berkeley) zu einem eigenständigen empiristischen Konzept. 1941 erfolgte die Scheidung von seiner Ehefrau Renee.
Im Zweiten Weltkrieg leistete Ayer seinen Dienst als Soldat für die britische Armee bei den Welsh Guards und beim Special Operations Executive, wo er aufgrund guter Deutschkenntnisse Kriegsgefangene verhörte. Während dieser Zeit veröffentlichte er 1940 seine zweite wichtige Schrift, The Foundations of Empirical Knowledge, die seine Auseinandersetzungen mit den Theorien Rudolf Carnaps widerspiegelt.
Von 1944 bis 1946 war Ayer zunächst Fellow am Wadham College in Oxford, sodann von 1945 bis 1946 dort Dekan. 1946 erhielt er die Grote-Professur für Philosophie des Geistes und Logik am University College London. Im Jahr 1952 wurde er Mitglied der British Academy. Als Hauptarbeit dieser Zeit veröffentlichte er 1956 The Problem of Knowledge, die vor allem der Philosophie des Geistes gewidmet ist.
1959 folgte Ayer einem Ruf zurück nach Oxford auf die Wykeham-Professur für Logik. 1960 heiratete er Alberta Chapman. 1963 wurde er in die American Academy of Arts and Sciences gewählt. Seit 1965 war er Präsident der British Humanist Association und wandte sich zunehmend Themen der praktischen Philosophie zu.
1970 wurde Alfred Jules Ayer für seine Verdienste als Knight Bachelor („Sir“) geadelt.
In verschiedener Hinsicht war er als Philosoph Nachfolger von Bertrand Russell. Über mehrere Phasen lehrte und las Ayer in den Vereinigten Staaten, unter anderem im Herbst 1987 als Gastprofessor mit den Themen Moore und Russell sowie Ryle und Austin am Bard College.
In seiner Freizeit spielte Ayer Cricket und engagierte sich für die Labour Party. Er trat öffentlich für einen Humanismus und die Rechte Homosexueller ein und bekannte sich zum Atheismus. Mit Erreichen der Altersgrenze trat er 1978 in den Ruhestand, blieb der Universität aber als Mitglied des Wolfson College noch weiter verbunden. 1981 wurde Ayer von seiner zweiten Frau, mit der er einen Sohn hatte, geschieden. Er heiratete sodann Vanessa Lawson, die jedoch bereits 1985 starb. Kurz vor seinem Tod heiratete er seine zweite Frau erneut.
Ayer war neben seiner akademischen Tätigkeit auch öffentlich wirksam. Bekannt sind seine Fernsehdiskussionen (unter anderem mit Bertrand Russell) und die Teilnahme an Quiz-Sendungen. Mit Russell zusammen agitierte er auch gegen Atomwaffen.
Ayer erhielt den Ehrendoktor der Universitäten Brüssel (1962), East Anglia (1972), London (1978), Trent und Ontario (1980), Bard College (1985) sowie Durham (1988).

## Philosophie
Ayer, der besonders von Gilbert Ryle und Bertrand Russell beeinflusst war, gilt als Vertreter der analytischen Philosophie und herausragende Persönlichkeit des logischen Empirismus in Großbritannien. Er vertrat in „Language, Truth and Logic“ (Sprache, Wahrheit und Logik) ähnlich wie Carnap die Auffassung, dass Sätze der Metaphysik, der Theologie, aber auch der Ethik als Wertaussagen sinn- und gehaltlos seien, weil sie sich empirisch nicht überprüfen ließen (Nonkognitivismus). Solche Sätze seien Ausdruck von Gefühlen und hätten den Charakter von Befehlen. Die Aussagen seien nicht wahrheitsfähig. Ebenfalls in Anlehnung an den Wiener Kreis vertrat er das Prinzip der Verifikation für solche Aussagen, die sich empirisch überprüfen lassen. In seiner weiteren Entwicklung folgte Ayer einem Linguistischen Phänomenalismus und beschäftigte sich erkenntnistheoretisch intensiv mit dem Sprachgebrauch und der Regelung von Bedeutungen. In einem Interview mit Bryan Magee aus dem Jahr 1976 bekräftigte er, dass seine früher vertretenen Positionen zum logischen Empirismus beinahe alle falsch gewesen seien.

## Werke
- Language Truth and Logic. Gollancz, London 1936; 2. Auflage 1946
  - Sprache, Wahrheit und Logik. Reclam, Stuttgart 1970, ISBN 3-15-007919-5
- The Foundations of Empirical Knowledge. Macmillan, London 1940
- Philosophical Essays. Macmillan, London 1954
- The Problem of Knowledge. Macmillan, London 1956
- The Concept of a Person and other Essays. Macmillan, London 1963
- The Origins of Pragmatism. Macmillan, London 1968
- Metaphysics and Common Sense. Macmillan, London 1969
- Russell and Moore: The Analytical Heritage. Macmillan, London 1971
- Probability and Evidence. Macmillan, London 1972
- Bertrand Russell. Fontana, London 1972
  - Bertrand Russell. Deutscher Taschenbuch-Verlag, München 1973, ISBN 3-423-00935-7
- The Central Questions of Philosophy. Weidenfeld & Nicholson, London 1973
  - Die Hauptfragen der Philosophie. Piper, München 1976, ISBN 3-492-00433-4
- Part of My Life. Collins, London 1977
- Hume. Oxford University Press, Oxford 1980
- Philosophy in the Twentieth Century. Weidenfeld & Nicholson, London 1982
- Freedom and Morality and Other Essays. Clarendon Press, Oxford 1984
- More of My Life. London: Collins, London 1984
- Ludwig Wittgenstein. Penguin, London 1986
- Voltaire. Weidenfeld & Nicholson, London 1986, ISBN 0-297-78880-9
  - Voltaire. Eine intellektuelle Biographie. Athenäum, Frankfurt 1987, ISBN 3-610-09223-8; Beltz/Athenäum, Weinheim 1994, ISBN 3-89547-038-4